# Picon (aperitivo)

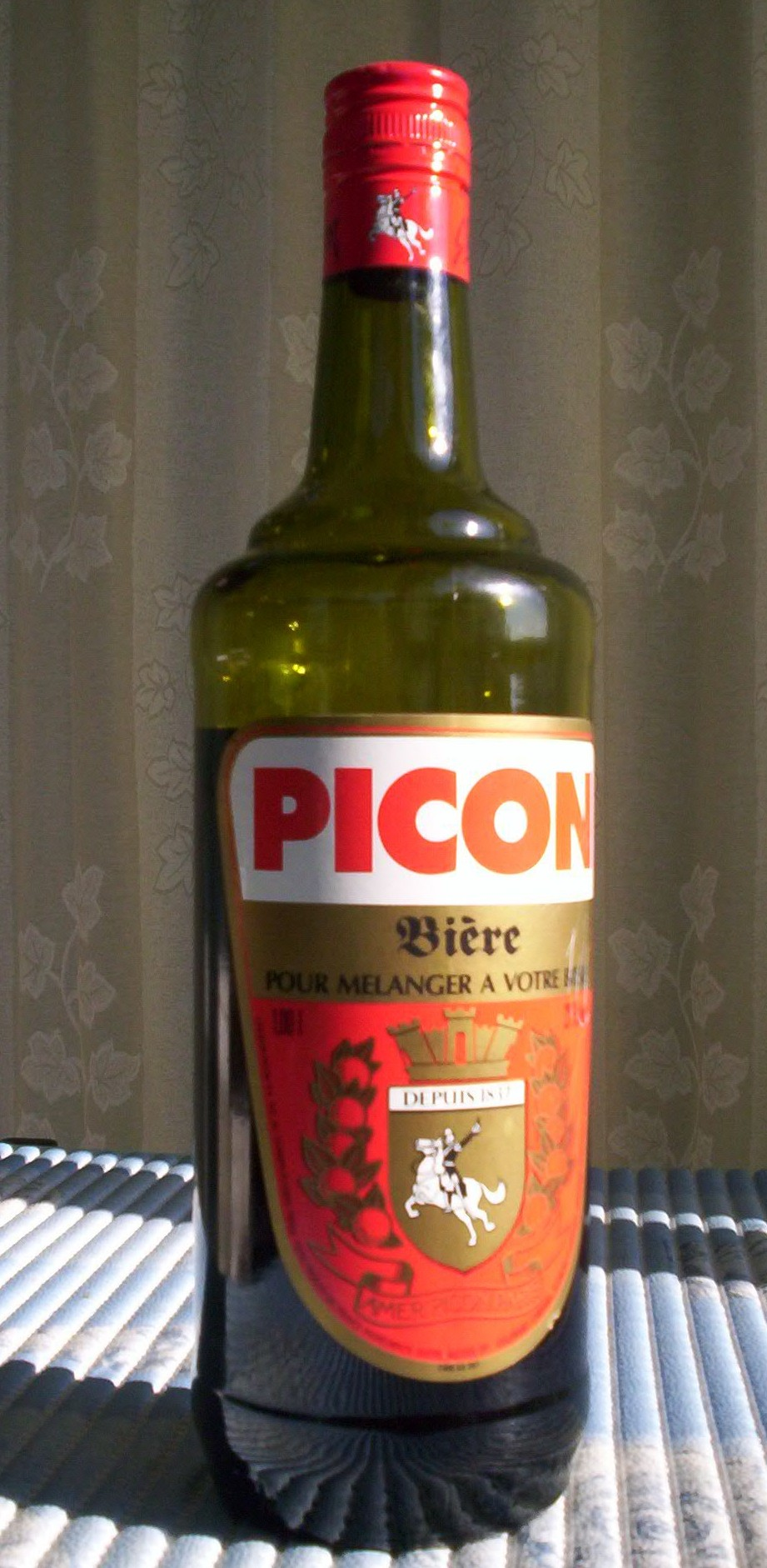
Botella de Picon Bière a 21° de alcohol.

Picon es un bíter, de color caramelo que se usa para acompañar la cerveza, tradicionalmente utilizada en regiones del este y del norte de Francia, en Bélgica y en Luxemburgo aunque fue creada por Gaétan Picon en Argelia en 1837 con el nombre “amer africain” (amargo africano). El término "Picón" es una marca comercial de los grupos LVMH y Diageo.
La bebida, está elaborada a base de ralladura de cáscara de naranjas frescas y secas, embebidas en una solución de alcohol y puestas más tarde en proceso de destilación. Picon también contiene raíces maceradas de genciana y de quina. Finalmente, jarabe de azúcar y caramelo son añadidos a la bebida.
- Datos: Q1756360
- Multimedia: Picon / Q1756360